# Malin Buska
Malin Kristina Buska (født 15. marts 1984 i Övertorneå, Sverige) er en svensk skuespillerinde.
Hun er opvokset i Övertorneå og gik i gymnasiet i Luleå. Hun har optrådt ved Lule Stassteater og studerede ved Teaterhögskolan i Malmö 2004-2007. Hun har medvirket ved flere teaterforestillinger inden hun fik sin spillefilmsdebut i Happy End (2011). Buska havde tillige en rolle i Snabba Cash III og fik titelrollen i Mika Kaurismäkis film om dronning Kristina (The Girl King).
I 2011 fik hun Rising Star-prisen ved Stockholms filmfestival. På Elle-galaen i 2015 blev hun udnøvnt til "Årets bedst klædte kvinde".

## Filmografi
- 2005 Mycke kan hända på 5 sek.
- 2010 Tussilago
- 2011 Happy End
- 2012 Prime Time
- 2013 Snabba Cash – Livet deluxe
- 2014 Kärlek deluxe
- 2014 Flugparken
- 2015 The Girl King
- 2018 Advokaten